# Oleh Husjev
Oleh Anatolijovyč Husjev (ukrajinsky Олег Анатолійович Гусєв, * 25. dubna 1983, Stepanivka, Sumská oblast, Ukrajinská SSR, Sovětský svaz) je bývalý ukrajinský fotbalový záložník, který hrál za FK Dynamo Kyjev.
Koncem března 2014 v utkání Dynama Kyjev s FK Dněpr Dněpropetrovsk (porážka Dynama 0:2) ho trefil kolenem do hlavy brankář Dněpru Denys Bojko, Husjev utrpěl otřes mozku a zapadl mu jazyk. Život mu zachránil gruzínský protihráč Džaba Kankava, který mu jazyk vytáhl, přestože ho Husjev v šoku pokousal.

## Reprezentační kariéra
V A-mužstvu Ukrajiny debutoval 20. srpna 2003 v přátelském utkání v Doněcku proti hostujícímu Rumunsku. Do střetnutí nastoupil ve druhém poločase, Ukrajina prohrála 0:2.

### Mistrovství světa 2006
Zúčastnil se Mistrovství světa ve fotbale 2006 v Německu (prvního šampionátu, na nějž se ukrajinskému týmu podařilo kvalifikovat), kde Ukrajina vypadla ve čtvrtfinále s Itálií po prohře 0:3. V osmifinále proti Švýcarsku dospělo utkání až do penaltového rozstřelu, po prodloužení bylo skóre 0:0. V rozstřelu Husjev svůj pokus proměnil, Ukrajina jej vyhrála poměrem 3:0 a postoupila do čtvrtfinále.

### EURO 2012
Zúčastnil se i domácího Mistrovství Evropy ve fotbale 2012, které Ukrajina spolupořádala s Polskem. Odehrál na turnaji všechny tři zápasy svého týmu, postupně 11. června výhra 2:1 nad Švédskem, 15. června prohra 0:2 s Francií a 19. června porážka 0:1 s Anglií. Ukrajinské mužstvo skončilo se třemi body na nepostupové třetí příčce základní skupiny D.

## Úspěchy
- mistr Ukrajiny: 2004, 2007, 2009
- Ukrajinský pohár: 2005, 2006, 2007
- Ukrajinský Superpohár: 2004, 2006, 2007, 2009
- Účast na MS: 2006 (5 zápasů)
- Nejlepší hráč ukrajinské ligy 2005
- Fotbalista Ukrajiny v roce 2007 (dle časopisu Futbol a portálu www.football.ua)